# Дамонго
Дамонго (англ. Damongo) — малый город на севере Ганы, в Западной Африке. В городе находится кафедра одноименной епархии Католической церкви. Дамонго является административным центром района Западный Гонджа в области Саванна. В городе имеется полная школа.